# 篮球的变种
篮球的变种是基于或起源于篮球比赛的比赛或活动。有些基本上与篮球相同，只是规则有细微的变化，而另一些则更遥远，可以说不是简单的变化而是截然不同的游戏。其他变体包括旨在帮助玩家练习或加强技能的儿童游戏、竞赛或活动，这些游戏、竞赛或活动可能具有或不具有竞争性。大多数变种都是在非正式场合进行的，没有裁判在场，有时也没有严格遵守官方比赛规则。

## 常见变种
- 聋人篮球（英语：Deaf basketball），聋人打的篮球。手语用于传达哨声和球员之间的交流。
- 街球（或街头篮球）是篮球的变体，通常在室外球场上进行，其特点是结构和比赛规则的执行明显不那么正式。[1]
- 水上篮球（英语：Water basketball），一项在游泳池进行的水上运动。[2]
- 轮椅篮球，由患有不同身体残疾的人打的篮球，这些残疾使他们无法参加健全的运动。[3]
- 驴篮球，标准篮球比赛的变体，在标准篮球场上进行，但球员骑着驴子。
- Hotshot（英语：Hotshot (basketball)） ，一款篮球投篮游戏。[4]
- Piterbasket ，一项与篮球非常相似的团队运动。该游戏最初是为幼儿园儿童创建的，但现在也由成人和残疾人运动员玩。[5]

## 其他篮球变种

### HORSE游戏
HORSE游戏由两个或更多球员组成。回合顺序在游戏开始前就已确定。先轮到的球员获得控制权，这意味着他们必须尝试以自己选择的特定方式投篮，并事先向其他球员解释投篮的要求。如果该玩家成功，则每个后续玩家都必须根据其要求尝试相同的击球。如果玩家未能复刻投篮，他们将获得一个字母，从H开始并向右移动到“Horse”一词。在所有玩家都尝试过后，控制权移至下一位玩家，游戏以这种方式继续进行。如果有控制权的球员投篮不中，则不会受到字母惩罚，控制权将移至下一位球员。每当任何玩家拥有所有字母时，他们就会被淘汰出局。游戏中的最后一名玩家被宣布为获胜者。如果玩家想要更短或更长的游戏，他们可以更改单词的长度，该单词指示需要多少次失误才能被淘汰。
NBA全明星周末HORSE比赛曾是NBA的一项全明星周末比赛，始于2009年菲尼克斯的NBA全明星周末，仅持续了两年。它在 2011 年周末之前的全明星庆祝活动中被取消。

### 围绕世界
围绕世界由两名或两名以上的球员进行比赛，回合顺序在游戏开始前就已确定。游戏需要决定一系列的投篮位置，游戏目标是成为第一个从每个位置都投中的球员。当一名选手从最终位置成功投篮时，该玩家被宣布为获胜者。理论上，投篮位置是任意的；实际上，最常见的是沿着三分线以相等的间隔排列，从篮筐的一侧开始，包括正面中心投篮（沿着三分线从 30°、60°、90°、120°、150°和180°投篮，以90°为中心）。这条 180 度的半圆形路径就是该游戏名称的灵感来源。其他常见位置是在罚球线周围或者甚至是篮筐下面。